# Gesundbrunnen

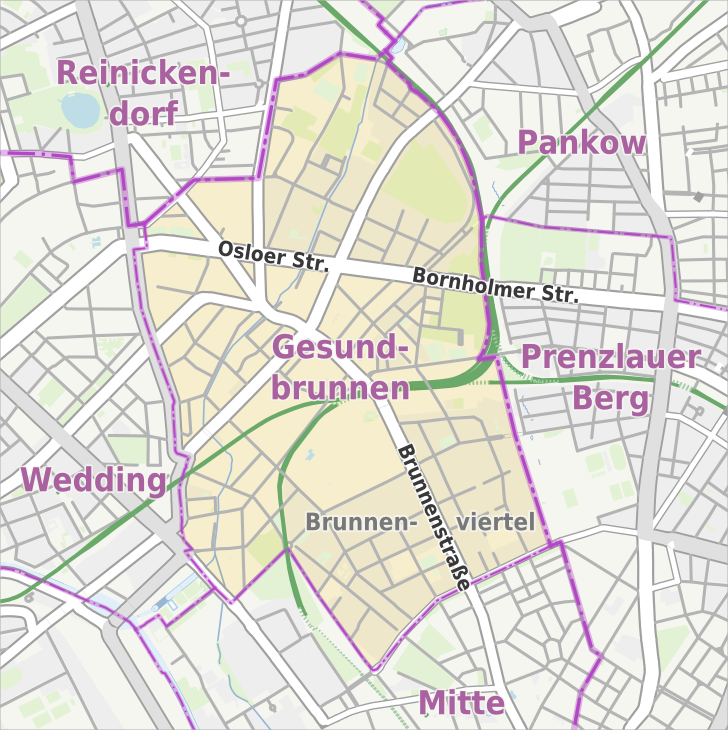
Mappa del quartiere

Gesundbrunnen è un quartiere (Ortsteil) di Berlino, appartenente al distretto (Bezirk) di Mitte.
È talvolta considerato, a livello colloquiale, parte del quartiere del Wedding: infatti fino al 2001 era parte del più vasto distretto del Wedding.

## Posizione
Gesundbrunnen si trova nella zona nord-est del distretto di Mitte.
Confina a nord con Reinickendorf, ad est con Pankow e Prenzlauer Berg, a sud con Mitte (quartiere), ad ovest con il Wedding.
I confini est e sud di Gesundbrunnen erano segnati, fino al 1990, dal muro di Berlino. In Bernauer Straße, drammaticamente segnata dalla divisione, si trova un memoriale e un centro di documentazione. Un tratto di muro è stato conservato come monumento.
Il punto di controllo di Bornholmer Straße fu il primo ad essere liberamente aperto la notte del 9 novembre 1989.

## Comunicazioni
Gesundbrunnen è ben collegata al resto della città e della regione, per via della stazione omonima.
Nello stesso luogo si incrociano la S-Bahn nord-sud, la Ringbahn ("ferrovia circolare"), e la linea metropolitana U8. La linea U9 collega invece il quartiere con i quartieri occidentali.
Il quartiere è, insieme ai quartieri di Wedding e Moabit, è l'unico degli ex settori occidentali ad essere collegato alla rete tramviaria.